# Oxalis rhombeo-ovata
Oxalis rhombeo-ovata é uma espécie de planta do gênero Oxalis e da família Oxalidaceae. 

## Taxonomia
Os seguintes sinônimos já foram catalogados:  
- Oxalis laureola  Progel
- Acetosella rhombeo-ovata  (A.St.-Hil.) Kuntze

## Forma de vida
É uma espécie terrícola e subarbustiva. 

## Descrição
| Raiz               | Raiz                     |
| ------------------ | ------------------------ |
| tipo               | fibrosa                  |
| Caule              |                          |
| tipo               | haste                    |
| Folha              |                          |
| disposição         | agrupada                 |
| folíolo            | persistente              |
| estípula           | ausente                  |
| ápice              | inteiro acuminado        |
| pecíolo            | piloso                   |
| raque foliar       | presente                 |
| superfície adaxial | glabra                   |
| superfície abaxial | pilosa                   |
| folíolo mediano    | lanceolado/ovado/rômbico |
| Inflorescência     |                          |
| tipo               | dicásio                  |
| pedúnculo          | piloso                   |
| Flor               |                          |
| pedicelo           | piloso                   |
| sépala             | pilosa                   |
| calosidade         | ausente                  |
| corola             | amarela                  |
| estigma            | lobado                   |
| óvulo              | 1                        |
| Fruto              |                          |
| lóculo             | glabro                   |

## Conservação
A espécie faz parte da Lista Vermelha das espécies ameaçadas do estado do Espírito Santo, no sudeste do Brasil. A lista foi publicada em 13 de junho de 2005 por intermédio do decreto estadual nº 1.499-R. 

## Distribuição
A espécie é encontrada nos estados brasileiros de Espírito Santo, Minas Gerais, Mato Grosso do Sul, Mato Grosso, Paraná, Rio de Janeiro, Santa Catarina e São Paulo. 
A espécie é encontrada nos  domínios fitogeográficos de Cerrado e Mata Atlântica, em regiões com vegetação de floresta de inundação, Floresta Estacional Perenifólia, floresta estacional semidecidual e floresta ombrófila pluvial.